# Lebé
Lebé är hos Dogonfolket i Afrika en förfadersgud som genomgick en cykel av undergång och pånyttfödelse för att ge mänskligheten ordning och insikt.